# NGC 834
NGC 834 je galaksija u zviježđu Andromeda.

## Vanjske poveznice
- SEDS: NGC 834